# عهد (إسلام)
'العهد' هو الاتفاقية التي يبرمها أي مسلم مع أي طرف آخر مسلما كان أو كافرا شدد الدين الإسلامي على ضرورة الوفاء بالعهود
قال الله: {وَلاَ تَقْرَبُواْ مَالَ الْيَتِيمِ إِلاَّ بِالَّتِي هِيَ أَحْسَنُ حَتَّى يَبْلُغَ أَشُدَّهُ وَأَوْفُواْ بِالْعَهْدِ إِنَّ الْعَهْدَ كَانَ مَسْؤُولاً }الإسراء34
قوله (وأوفوا بالعهد) إذا عاهدتم الله أو الناس (إن العهد كان مسؤولا) عنه
{وَأَوْفُواْ بِعَهْدِ اللّهِ إِذَا عَاهَدتُّمْ وَلاَ تَنقُضُواْ الأَيْمَانَ بَعْدَ تَوْكِيدِهَا وَقَدْ جَعَلْتُمُ اللّهَ عَلَيْكُمْ كَفِيلاً إِنَّ اللّهَ يَعْلَمُ مَا تَفْعَلُونَ }النحل91
أي والتزموا الوفاء بكل عهد أوجبتموه على أنفسكم بينكم وبين الله -الله- أو بينكم وبين الناس فيما لا يخالف كتاب الله وسنة نبيه، ولا ترجعوا في الأيمان بعد أن أكَّدْتموها، وقد جعلتم الله عليكم كفيلا وضامنًا حين عاهدتموه. إن الله يعلم ما تفعلونه، وسيجزيكم عليه.
ومدح الموفون بالعهد بقوله(وَالْمُوفُونَ بِعَهْدِهِمْ إِذَا عَاهَدُواْ وَالصَّابِرِينَ فِي الْبَأْسَاء والضَّرَّاء وَحِينَ الْبَأْسِ أُولَـئِكَ الَّذِينَ صَدَقُوا وَأُولَـئِكَ هُمُ الْمُتَّقُونَ)البقرة 177
وأعدهم من المتقين {بَلَى مَنْ أَوْفَى بِعَهْدِهِ وَاتَّقَى فَإِنَّ اللّهَ يُحِبُّ الْمُتَّقِينَ }آل عمران76
{الَّذِينَ يُوفُونَ بِعَهْدِ اللّهِ وَلاَ يِنقُضُونَ الْمِيثَاقَ }الرعد20

## أنواع العهود
- عهود بين الله والناس: قال الله تعالى ﴿مِنَ الْمُؤْمِنِينَ رِجَالٌ صَدَقُوا مَا عَاهَدُوا اللَّهَ عَلَيْهِ فَمِنْهُمْ مَنْ قَضَى نَحْبَهُ وَمِنْهُمْ مَنْ يَنْتَظِرُ وَمَا بَدَّلُوا تَبْدِيلًا ۝٢٣﴾ [الأحزاب:23] .
- عهود بين الناس مع بعضهم. مثل عهود الزواج وحقوق الجوار وحقوق الأخوة.

وقد تتابعت آيات القرآن الكريم تحض على الوفاء وتخوف من الغدر قال الله تعالى ﴿وَلَا تَقْرَبُوا مَالَ الْيَتِيمِ إِلَّا بِالَّتِي هِيَ أَحْسَنُ حَتَّى يَبْلُغَ أَشُدَّهُ وَأَوْفُوا بِالْعَهْدِ إِنَّ الْعَهْدَ كَانَ مَسْئُولًا ۝٣٤﴾ [الإسراء:34] . 
ومن الشؤون التي اهتم بها الإسلام ونوه كثيراً بقيمة الوفاء بها، الديون، فإن سدادها من آكد الحقوق عند الله تعالى، حتى إن الشهيد يغفر الله له كل شيء إلا قضاء الدين، وبالرغم من ذلك التحذير لخطر الدَّين في الدنيا والآخرة، إلا أن بعضاً من الناس قد استهانوا بالديون فاقترضوها لشهوات الغي والبطون والفروج عن طريق الربا المحرم تحريماً باتاً فنكبوا نكبات جائحة في ديارهم وأموالهم، وفي التاريخ الإسلامي وقائع لا تحصى، تشهد بوفاء المسلمين بعهودهم مع المسلم وغير المسلم. فالوفاء بالعهد في ذاته قوة فوق أنه عدالة وفضيلة، فقد عرف المسلمون بالوفاء بالعهد حتى في الحرب فهم متمسكون بأخلاقهم وعدم نقض عهودهم.

## ثناء الله عز وجل على نبيه إسماعيل عليه السلام بصدق الوعد
الله أثنى على إسماعيل بصدق الوعد قبل الرسالة والنبوة، يقول عز وجل ﴿وَاذْكُرْ فِي الْكِتَابِ إِسْمَاعِيلَ إِنَّهُ كَانَ صَادِقَ الْوَعْدِ وَكَانَ رَسُولًا نَبِيًّا ۝٥٤﴾ [مريم:54]، إذاً: فصدق الوعد أمر خطير، ومقدمة هامة وضرورية لكل نبي ورسول؛ لأن من صفات الأنبياء والمرسلين صدق الوعد والوفاء بالعهد، وهذه صفات أهل الإيمان، وجمع الله لإسماعيل بين الرسالة والنبوة، والرسالة أشمل من النبوة، فإن كل رسول نبي وليس كل نبي رسولاً، فشرف الله إسماعيل.

## ثمرات الوفاء بالعهد
رتب الله على الوفاء بالعهد ثمرات عظيمة للفرد في دنياه وأخراه، إضافة لثمراته الظاهرة في صلاح المجتمع واستقراره، فمن تلك الثمرات
- أن الوفاء بالعهد من صفات المتقين في كتاب الله، ومن أعظم أسباب تحصيل التقوى قال تعالى: ﴿بَلَى مَنْ أَوْفَى بِعَهْدِهِ وَاتَّقَى فَإِنَّ اللَّهَ يُحِبُّ الْمُتَّقِينَ ۝٧٦﴾ [آل عمران:76] .
- الوفاء بالعهد سبب لحصول الأمن في الدنيا وصيانة الدماء، وحفظ حقوق العباد مسلمهم وكافرهم، كما قال تعالى: ﴿إِنَّ الَّذِينَ آمَنُوا وَهَاجَرُوا وَجَاهَدُوا بِأَمْوَالِهِمْ وَأَنْفُسِهِمْ فِي سَبِيلِ اللَّهِ وَالَّذِينَ آوَوْا وَنَصَرُوا أُولَئِكَ بَعْضُهُمْ أَوْلِيَاءُ بَعْضٍ وَالَّذِينَ آمَنُوا وَلَمْ يُهَاجِرُوا مَا لَكُمْ مِنْ وَلَايَتِهِمْ مِنْ شَيْءٍ حَتَّى يُهَاجِرُوا وَإِنِ اسْتَنْصَرُوكُمْ فِي الدِّينِ فَعَلَيْكُمُ النَّصْرُ إِلَّا عَلَى قَوْمٍ بَيْنَكُمْ وَبَيْنَهُمْ مِيثَاقٌ وَاللَّهُ بِمَا تَعْمَلُونَ بَصِيرٌ ۝٧٢﴾ [الأنفال:72] .
- سبب لتكفير السيئات وإدخال الجنات: كما نجد هذا في قوله تعالى في سورة البقرة: ﴿يَا بَنِي إِسْرَائِيلَ اذْكُرُوا نِعْمَتِيَ الَّتِي أَنْعَمْتُ عَلَيْكُمْ وَأَوْفُوا بِعَهْدِي أُوفِ بِعَهْدِكُمْ وَإِيَّايَ فَارْهَبُونِ ۝٤٠﴾ [البقرة:40] ، قال ابن جرير: «وعهده إياهم أنهم إذا فعلوا ذلك أدخلهم الجنة».

وذكر الله سبحانه أنه أخذ ميثاق بني إسرائيل، ثم بيّن هذا الميثاق وذكر الجزاء على الوفاء به فقال:﴿وَلَقَدْ أَخَذَ اللَّهُ مِيثَاقَ بَنِي إِسْرَائِيلَ وَبَعَثْنَا مِنْهُمُ اثْنَيْ عَشَرَ نَقِيبًا وَقَالَ اللَّهُ إِنِّي مَعَكُمْ لَئِنْ أَقَمْتُمُ الصَّلَاةَ وَآتَيْتُمُ الزَّكَاةَ وَآمَنْتُمْ بِرُسُلِي وَعَزَّرْتُمُوهُمْ وَأَقْرَضْتُمُ اللَّهَ قَرْضًا حَسَنًا لَأُكَفِّرَنَّ عَنْكُمْ سَيِّئَاتِكُمْ وَلَأُدْخِلَنَّكُمْ جَنَّاتٍ تَجْرِي مِنْ تَحْتِهَا الْأَنْهَارُ فَمَنْ كَفَرَ بَعْدَ ذَلِكَ مِنْكُمْ فَقَدْ ضَلَّ سَوَاءَ السَّبِيلِ ۝١٢﴾ [المائدة:12] ، إلى غير ذلك من الآثار التي تتضح جلية لكل من تدبر كتاب الله وتأمل في سنة رسول الله القولية وسيرته العملية.

## درجات الوفاء
إن للوفاء بالعهد درجاتٍ أعلاها: وفاؤك أيها المسلم نحو ربك بما التزمت به بمقتضى إيمانك به ربًّا وإنما يتحقق ذلك بامتثال جميع أوامره واجتناب جميع نواهيه والجهاد لإعلاء كلمته والمسارعة إلى مرضاته، وإنما كان أعلى الدرجات لأنه قد يكلفك الروح والمال في سبيل محبة الله ورضاه وهذه منزلة النبيين والشهداء والصديقين والصالحين وكم فاز بها من أصحاب رسول الله ﷺ ومن التابعين.
ثم تكون درجة وفائك مع نفسك وتتحقق بأمرين:
- أن لا تحرّمها ما أحل الله لها من الطيبات يقول تعالى ﴿يَا أَيُّهَا الَّذِينَ آمَنُوا لَا تُحَرِّمُوا طَيِّبَاتِ مَا أَحَلَّ اللَّهُ لَكُمْ وَلَا تَعْتَدُوا إِنَّ اللَّهَ لَا يُحِبُّ الْمُعْتَدِينَ ۝٨٧﴾ [المائدة:87] .
- ألا توردها موارد التهلكة فتحميها من الأخطار وتحفظها من الشرور والآثام يقول تعالى: ﴿وَأَنْفِقُوا فِي سَبِيلِ اللَّهِ وَلَا تُلْقُوا بِأَيْدِيكُمْ إِلَى التَّهْلُكَةِ وَأَحْسِنُوا إِنَّ اللَّهَ يُحِبُّ الْمُحْسِنِينَ ۝١٩٥﴾ [البقرة:195] ، إن الذين يعبون من الشهوات والملذّات غير المشروعة بحجة أنهم يمتّعون أنفسهم واهمون بل هم لأنفسهم من الظالمين.
- وفاؤك مع غيرك من الناس، وإنما يتحقق ذلك بأن تؤدي ما التزمت به نحو أهلك وولدك وإخوانك؛ بل نحو الناس أجمعين وفيًا بعهدك لهم ووعدك إياهم ولن تكن وفيًّا إلا بأداء ما وجب عليك نحوهم وأن تعطي كل ذي حق حقه فتحسن الرعاية والتربية لأولادك، وتكون دائم النصح والتوجيه لهم ولزوجك، ومن الوفاء أن ترشد الحائر وتهدي الضال وتعين المحتاج وتغيث الملهوف وتواسي المنكوب وتفرج كربة المكروب؛ فإنما المؤمنون إخوة والله في عون العبد ما كان العبد في عون أخيه، وإنما كانت درجات الوفاء على هذا الترتيب أولاً مع الله ثم مع نفسك، ثم مع الناس؛ لأنه من لم يرزق الوفاء مع الله ولا مع نفسه فلن يكون وفيًّا مع غيره من باب أولى.

ومن أوجب الواجبات في الوفاء لغيرك أداء الدين إلى الدائن لاسيّما عندحلول الأجل؛ فلقد قال النبيﷺ «من أخذ أموال الناس يريد أداءها أدّى الله عنه، ومن أخذها يريد إتلافها أتلفه الله» بل يخبرنا في حديث آخر بأن من تزوج امرأةً على مهر وخدعها ولم يعطها حقها لقي الله يوم القيام وهو زان، ومن أخذ دينًا ثم خدع صاحبه وما طله فلم يعطه حقه لقي الله يوم القيامة وهو سارق.